# Pensionaat van Lo

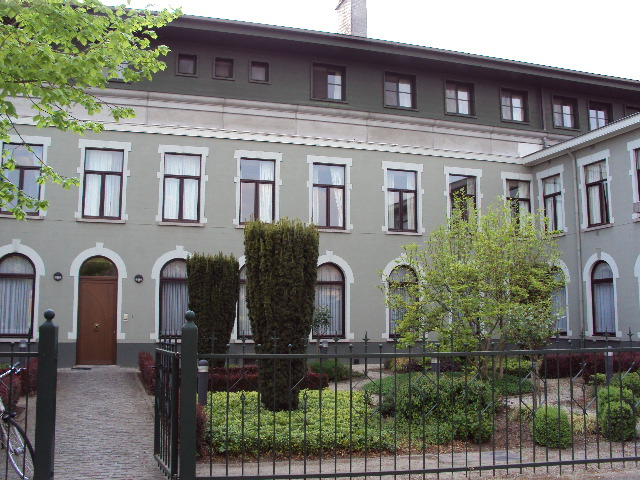
Pensionaat van Lo

Het Pensionaat van Lo is een scholencomplex en voormalig pensionaat in de tot de Oost-Vlaamse gemeente Aalter behorende plaats Lotenhulle, gelegen aan de Pittemstraat 2 en Hullaertstraat.

## Geschiedenis
In 1843 begon de bouw van het klooster- en scholencomplex op initiatief van H.J. Liedts, de plaatselijke pastoor. De Zusters van Onze-Lieve-Vrouw-Presentatie leidden daar een kantwerkschool en een pensionaat, dat in 1850 de deuren opende. Het pensionaat functioneerde tot de jaren '50 van de 20e eeuw. Later werden een lagere school en een kleuterschool toegevoegd. Oudere zusters van de congregatie hebben er een rusthuis.
De Taborschool, de huidige vrije basisschool, is eveneens in het complex gevestigd. De school werd in de periode 2007-2012 volledig verbouwd en gemoderniseerd.

## Complex
Het betreft een U-vormig klooster- en scholencomplex dat een voortuin omsluit. Deze tuin is naar de straatzijde toe afgesloten door een hek. Achter het complex ligt een later gebouwde kapel, een speelplaats, een park en een moestuin. Na de verbouwingen van de school zijn de kapel en de speelplaats gesloopt, om plaats te maken voor een tuin.